# Catoptria pinella
Catoptria pinella là một loài bướm đêm thuộc họ Crambidae. Loài này có ở châu Âu, Bắc Phi và khu vực miền tây của châu Á.
Sải cánh dài 18–24 mm. Con trưởng thành bay từ tháng 7 đến tháng 8 tùy theo địa điểm.
Ấu trùng ăn nhiều loại cỏ.

## Hình ảnh

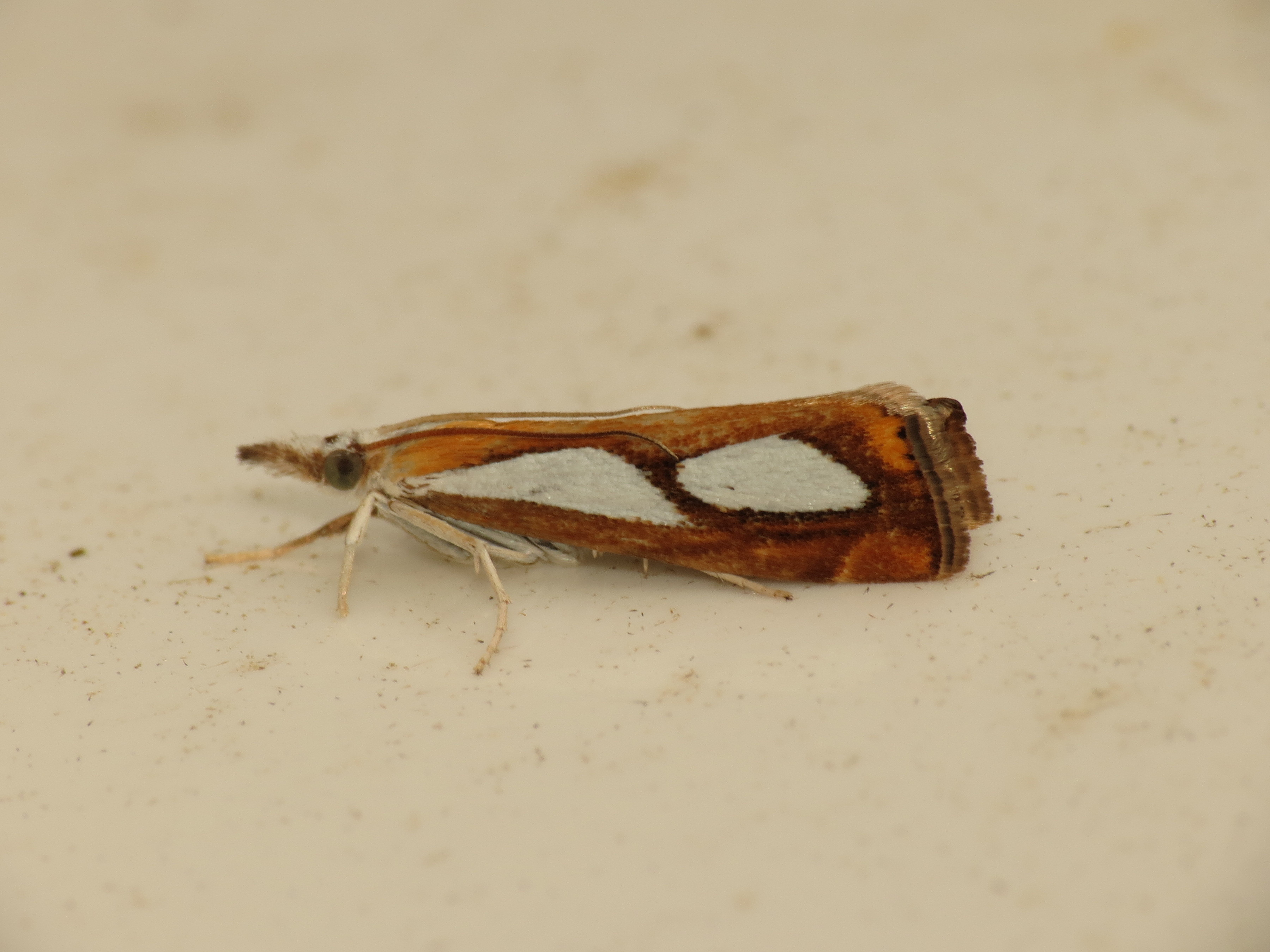
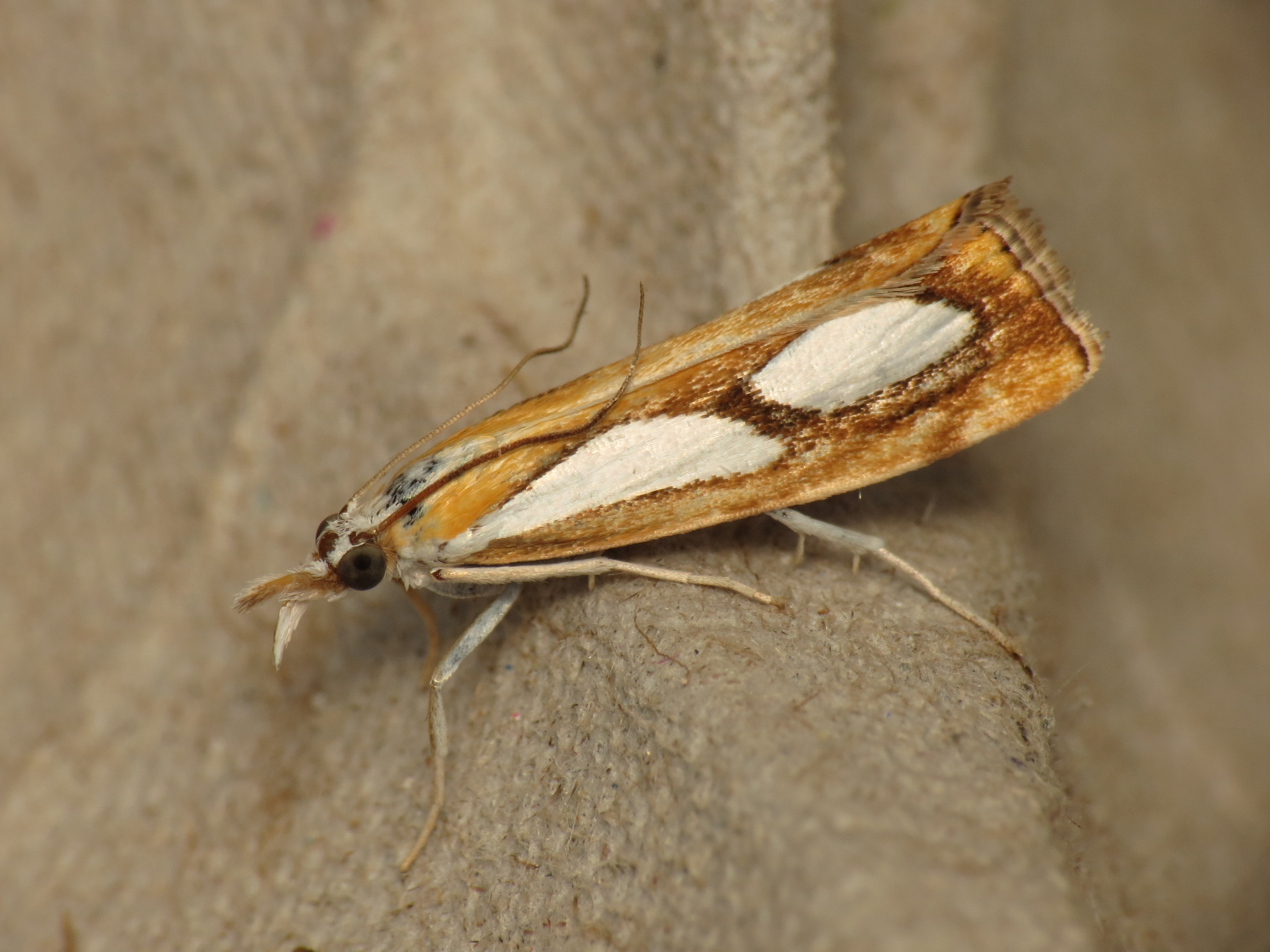
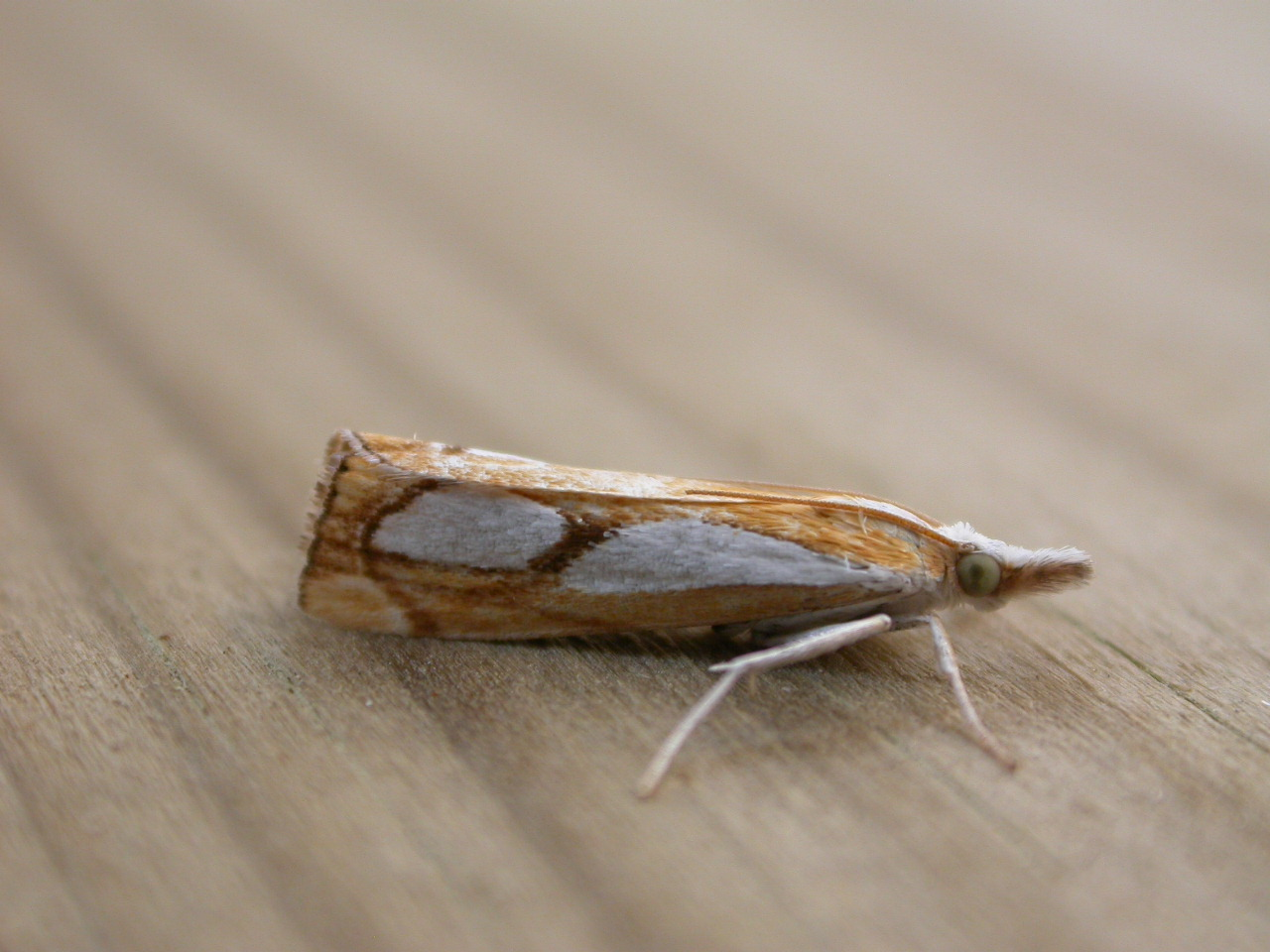
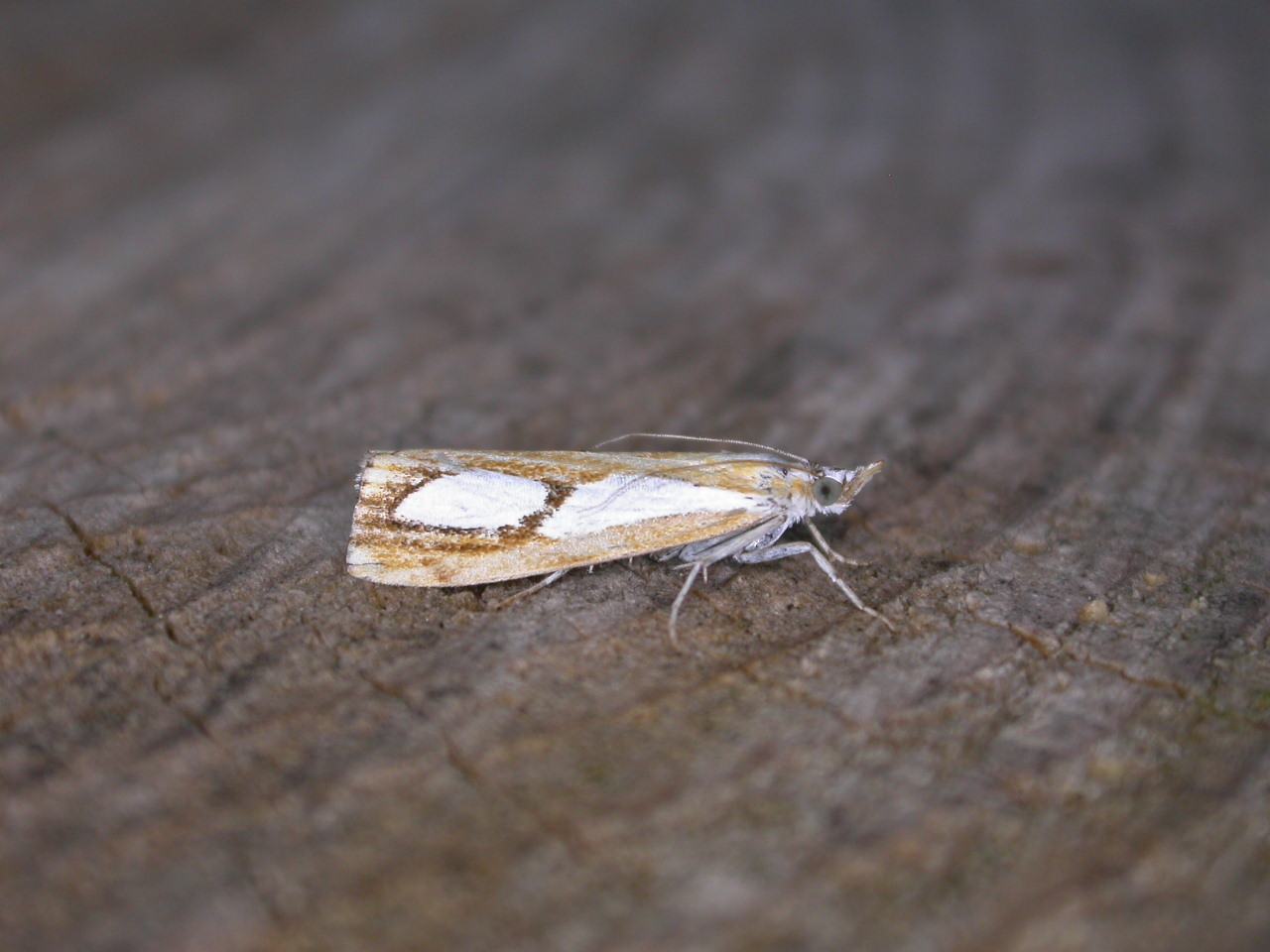